# Мирное (Токмакский район)
Мирное (укр. Мирне) — село,
Новенский сельский совет,
Токмакский район,
Запорожская область,
Украина.
Код КОАТУУ — 2325282402. Население по переписи 2001 года составляло 171 человек.

## Географическое положение
Село Мирное находится на расстоянии в 4 км от сёл Чистополье и Червоногорка.

## История
- 1932 год — дата основания как Ротата Балка.
- В 1958 году переименовано в село Мирное.